# Cappella del Monte dei Poveri
La Chiesa o cappella del Monte dei Poveri è una delle cappelle barocche più importanti di Napoli; si trova all'interno del Palazzo Ricca in via dei Tribunali.

## Storia e descrizione
La cappella, realizzata nel 1663 su disegno di don Giuseppe Caracciolo, anche se un documento coevo rivela il coinvolgimento del regio ingegnere Antonio Caputo, è inglobata nel Palazzo del Monte dei Poveri, fondato nel 1563 e ospitante dal 1819 l'archivio storico del Banco di Napoli. Sul cortile interno del palazzo prospetta la facciata della cappella, rifatta nel Settecento da Gaetano Barba e coronata dall'orologio del 1740.
L'interno è un piccolo gioiello barocco, nel quale si conservano numerose opere d'arte. Sull'altare maggiore è la Circoncisione di Luca Giordano, autore anche dell'Immacolata affrescata sulla volta; ai lati la Natività e l' Annunciazione di Francesco Solimena. Il pavimento e la balaustra del presbiterio sono di Domenico Antonio Vaccaro.
Altro principale vanto della cappella è l'enorme organo del tardo Seicento, dal quale, di recente, sono stati rubati i venti putti intagliati in legno dorato.
Dopo decenni di chiusura, la cappella sta per essere restaurata con i fondi del progetto Unesco per il centro storico di Napoli.